# Uperoleia glandulosa
Espèce
Statut de conservation UICN

 LC  : Préoccupation mineure
Uperoleia glandulosa est une espèce d'amphibiens de la famille des Myobatrachidae.

## Répartition
Cette espèce est endémique du centre-Ouest de l'Australie-Occidentale. Elle se rencontre jusqu'à 900 m d'altitude dans la région de Pilbara,.

## Publication originale
- Davies, Mahony & Roberts, 1985 : A new species of Uperoleia (Anura: Leptodactylidae) from the Pilbara Region, Western Australia. Transactions of the Royal Society of South Australia, vol. 109, p. 103-108 (texte intégral).